# Stab
In musica, la stab, dall'inglese "pugnalata", è un singolo accordo, staccato, che può aggiungere un impatto drammatico ad una composizione. Le stab sono solitamente suonate da trombe, reali o create mediante l'utilizzo di sintetizzatori.
Si tratta di effetti sonori (sound effects o "Fx"), usati nell'era degli strumenti musicali elettronici e del campionamento (sample), che determinano un accento molto breve, come se fosse l'esecuzione di una serie  di note accentate all'unisono. Spesso sono paragonati all'effetto « orchestra hit », tipico del sintetizzatore e presente fin dai primi modelli del Fairlight CMI e dell'E-mu Emulator.
Fra i primi a utilizzarle furono i Kraftwerk, Malcolm McLaren e gli Art of Noise, fra i tanti. Nell'ambito degli stab rientrano anche i "rumori (o noise)", effetti speciali comuni applicati nei generi musicali della cultura hip hop e del breakbeat, passando per l'house music e in tutta la musica elettronica in genere, dai primi anni Ottanta del Novecento.
Un recupero di questa tecnica in chiave moderna lo si nota, ad esempio, nel duo inglese dei Bicep, esperti nell'arte del turntablism.

## Deejaying
Nel deejaying lo stab in particolare definisce la scelta del DJ di applicare un breve suono (estratto da un disco), usato manualmente, come campione per scratchare.